# Mágneses levitáció

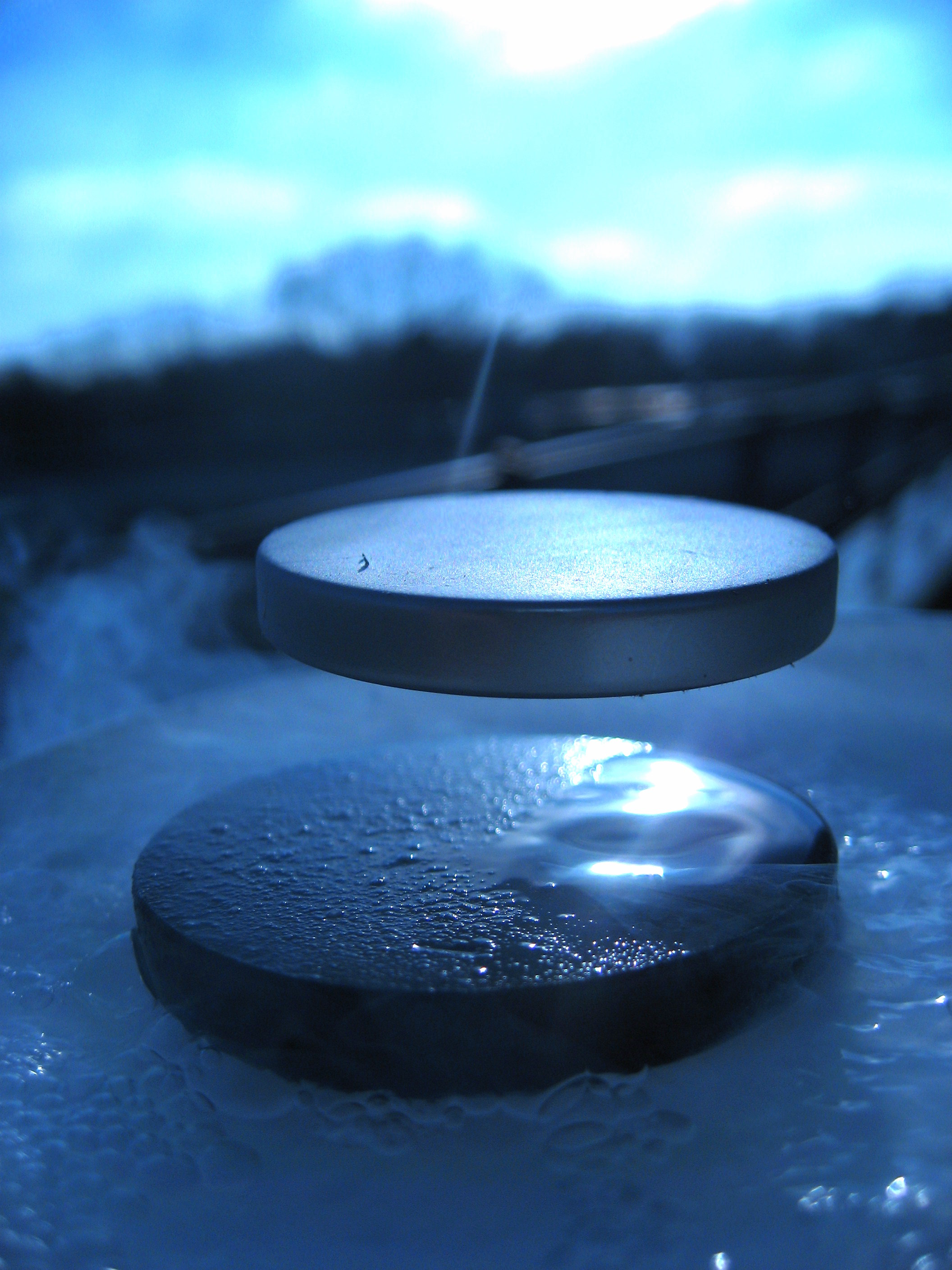
Mágnes lebeg az azonos pólusú mágnes fölött

A mágneses levitáció, rövidítve maglev olyan metódus, amely során egy tárgy egyéb mechanikus felfüggesztés nélkül, pusztán a mágnesesség ellenpólusainak taszító ereje miatt lebeg a mágneses mező fölött. A mágneses levitációt alkalmazzák többek között a mágnesvasutaknál. A Lorentz-erőt használják a gravitáció ellensúlyozására. A mágneses levitáción alapuló technológiát használja többek között a Sanghaj maglev vasút vagy a mágneses csapágyak.
A mágneses anyagok és rendszerek rendelkeznek vonzó- és taszítóerővel, amelyek a mágnes méretétől és a mágneses mező nagyságától függnek. Példának okáért, ha két kétpólusú mágnes azonos pólusú oldalait egymáshoz közelítjük, akkor a köztük fellépő taszítóerő eltolja egymástól a két mágnest.

## Fordítás
Ez a szócikk részben vagy egészben  a   Magnetic levitation című angol Wikipédia-szócikk ezen változatának fordításán alapul.  Az eredeti cikk szerkesztőit annak laptörténete sorolja fel. Ez a jelzés csupán a megfogalmazás eredetét és a szerzői jogokat jelzi, nem szolgál a cikkben szereplő információk forrásmegjelöléseként.